# اوکسانا خرول
اوکسانا خرول (انگلیسی: Oksana Khrul؛ زادهٔ ۲۹ مارس ۱۹۹۵) ورزشکار اهل اوکراین است.
وی در مسابقات کشوری و بین‌المللی در مجموع برندهٔ ۹ مدال طلا، ۵ مدال نقره، ۵ مدال برنز شده‌است.